# 1815 en musique
| \| • Retour à la chronologie générale de la musique populaire • \| |
| XXIe siècle • XXe siècle • XIXe siècle • XVIIIe siècle XVIIe siècle • XVIe siècle • XVe siècle • XIVe siècle XIIIe siècle • XIIe siècle • XIe siècle • Xe siècle IXe siècle • VIIIe siècle • Haut Moyen Âge • Rome • Grèce |
| • Retour à la chronologie générale de la musique populaire • |

| • Retour à la chronologie générale de la musique populaire • |

| Années de la musique populaire : 1812 - 1813 - 1814 - 1815 - 1816 - 1817 - 1818    |
| Décennies de la musique populaire : 1780 - 1790 - 1800 - 1810 - 1820 - 1830 - 1840 |

## Événements et œuvres
- Pierre-Jean de Béranger publie son premier recueil : Chansons morales et autres, qui lui vaut l’emprisonnement.
- La goguette le Caveau moderne publie à Paris Le Chansonnier des Bourbons.
- Notre père de Gand, chanson royaliste en faveur de Louis XVIII, publiée dans Rondes et chansons nouvelles dédiées aux amis du Roi.

## Naissances
- 6 mars : Eugène de Lonlay, chansonnier, compositeur et poète français († 23 mai 1886).
- 14 mars : Charles Supernant, comédien, chansonnier et goguettier français, connu sous le pseudonyme de Carle Daniel († 28 décembre 1873).
- 10 mai : Anders Ljungqvist (en) ou Gås-Anders, joueur de fiddle suédois († 24 décembre 1896).
- Date précise inconnue : 
  - Antoine Limonaire, fabricant français d'instruments de musique mécanique, mort en 1886.

## Décès
- 3 octobre : Daniel Belknap (en), compositeur américain de chants religieux (° 28 décembre 1873).